# 巴尼·凯布尔
拜勒姆·威廉·凯伯尔（英語：Byrum William Cable，1935年7月29日—），美国NBA联盟前职业篮球运动员。他在1958年的NBA选秀中第2轮第10顺位被底特律活塞选中。